# CIM-10 Chapitre 10 : Maladies de l'appareil respiratoire
Cet article développe le chapitre X de la classification internationale des maladies.

## Liste des classes du chapitre 10
CIM-10 Chapitre 10 : Maladies de l'appareil respiratoire (J00-J99)

### (J00-J06) Affections aiguës desvoies respiratoiressupérieures
- (J00) Rhinopharyngite aiguë (rhume banal)

- (J01) Sinusite aiguë
  - (J01.0) Sinusite maxillaire aiguë
  - (J01.1) Sinusite frontale aiguë
  - (J01.2) Sinusite ethmoïdale aiguë
  - (J01.3) Sinusite sphénoïdale aiguë
  - (J01.4) Pansinusite aiguë
  - (J01.8) Autres sinusites aiguës
  - (J01.9) Sinusite aiguë, sans précision

- (J02) Pharyngite aiguë
  - (J02.0) Pharyngite à streptocoques
  - (J02.8) Pharyngite aiguë due à d'autres micro-organismes précisés
  - (J02.9) Pharyngite aiguë, sans précision

- (J03) Amygdalite aiguë
  - (J03.0) Amygdalite à streptocoques
  - (J03.8) Amygdalite aiguë due à d'autres micro-organismes précisés
  - (J03.9) Amygdalite aiguë, sans précision

- (J04) Laryngite et trachéite aiguës
  - (J04.0) Laryngite aiguë
  - (J04.1) Trachéite aiguë
  - (J04.2) Laryngo-trachéite aiguë

- (J05) Laryngite obstructive aiguë (croup) et épiglottite aiguë
  - (J05.0) Laryngite obstructive aiguë (croup)
  - (J05.1) Epiglottite aiguë

- (J06) Infections aiguës des voies respiratoires supérieures, à localisations multiples et non précisées
  - (J06.0) Laryngo-pharyngite aiguë
  - (J06.8) Autres infections aiguës des voies respiratoires supérieures, à localisations multiples
  - (J06.9) Infection des voies respiratoires supérieures, sans précision

### (J09-J18)Grippeetpneumopathie
- (J09) Grippe, à virus grippal zoonotique ou pandémique identifié
- (J10) Grippe, à virus grippal identifié
  - (J10.0) Grippe avec pneumopathie, virus grippal identifié
  - (J10.1) Grippe avec d'autres manifestations respiratoires, virus grippal identifié
  - (J10.8) Grippe avec d'autres manifestations, virus grippal identifié

- (J11) Grippe, virus non identifié
  - (J11.0) Grippe avec pneumopathie, virus non identifié
  - (J11.1) Grippe avec d'autres manifestations respiratoires, virus non identifié
  - (J11.8) Grippe avec d'autres manifestations, virus non identifié

- (J12) Pneumopathies virales, non classées ailleurs 
  - (J12.0) Pneumopathie adénovirale
  - (J12.1) Pneumopathie due au virus respiratoire syncytial (VRS)
  - (J12.2) Pneumopathie due aux virus paragrippaux
  - (J12.8) Autres pneumopathies virales
  - (J12.9) Pneumopathie virale, sans précision

- (J13) Pneumonie due à Streptococcus pneumoniae

- (J14) Pneumopathie due à Haemophilus influenzae

- (J15) Pneumopathies bactériennes, non classées ailleurs
  - (J15.0) Pneumopathie due à Klebsiella pneumoniae
  - (J15.1) Pneumopathie due à Pseudomonas
  - (J15.2) Pneumopathie due à des staphylocoques
  - (J15.3) Pneumopathie due à des streptocoques, groupe B
  - (J15.4) Pneumopathie due à d'autres streptocoques
  - (J15.5) Pneumopathie due à Escherichia coli
  - (J15.6) Pneumopathie due à d'autres bactéries aérobies à Gram négatif
  - (J15.7) Pneumopathie due à Mycoplasma pneumoniae
  - (J15.8) Autres pneumopathies bactériennes
  - (J15.9) Pneumopathie bactérienne, sans précision

- (J16) Pneumopathie due à d'autres micro-organismes infectieux, non classée ailleurs
  - (J16.0) Pneumopathie due à Chlamydia
  - (J16.8) Pneumopathie due à d'autres micro-organismes infectieux

- (J17) Pneumopathie au cours de maladies classées ailleurs
  - (J17.0) Pneumopathie au cours de maladies bactériennes classées ailleurs
  - (J17.1) Pneumopathie au cours de maladies virales classées ailleurs
  - (J17.2) Pneumopathie au cours de mycoses
  - (J17.3) Pneumopathie au cours de maladies parasitaires
  - (J17.8) Pneumopathie au cours d'autres maladies classées ailleurs

- (J18) Pneumopathie à micro-organisme non précisé
  - (J18.0) Bronchopneumopathie, sans précision
  - (J18.1) Pneumopathie lobaire, sans précision
  - (J18.2) Pneumopathie hypostatique, sans précision
  - (J18.8) Autres pneumopathies, micro-organisme non précisé
  - (J18.9) Pneumopathie, sans précision

### (J20-J22) Autres affections aiguës desvoies respiratoiresinférieures
- (J20) Bronchite aiguë
  - (J20.0) Bronchite aiguë due à Mycoplasma pneumoniae
  - (J20.1) Bronchite aiguë due à Haemophilus influenzae
  - (J20.2) Bronchite aiguë due à des streptocoques
  - (J20.3) Bronchite aiguë due au virus Coxsackie
  - (J20.4) Bronchite aiguë due aux virus paragrippaux
  - (J20.5) Bronchite aiguë due au virus respiratoire syncytial (VRS)
  - (J20.6) Bronchite aiguë due à des rhinovirus
  - (J20.7) Bronchite aiguë due à des virus ECHO
  - (J20.8) Bronchite aiguë due à d'autres micro-organismes précisés
  - (J20.9) Bronchite aiguë, sans précision
- (J21) Bronchiolite aiguë
  - (J21.0) Bronchiolite aiguë due au virus respiratoire syncytial (VRS)
  - (J21.8) Bronchiolite aiguë due à d'autres micro-organismes précisés
  - (J21.9) Bronchiolite aiguë, sans précision
- (J22) Infections aiguës des voies respiratoires inférieures, sans précision

### (J30-J39) Autres maladies desvoies respiratoiressupérieures
- (J30) Rhinite allergique et vasomotrice
  - (J30.0) Rhinite vasomotrice
  - (J30.1) Rhinite allergique due au pollen
  - (J30.2) Autres rhinites allergiques saisonnières
  - (J30.3) Autres rhinites allergiques
  - (J30.4) Rhinite allergique, sans précision

- (J31) Rhinite, rhinopharyngite et pharyngite chroniques
  - (J31.0) Rhinite chronique
  - (J31.1) Rhinopharyngite chronique
  - (J31.2) Pharyngite chronique

- (J32) Sinusite chronique
  - (J32.0) Sinusite maxillaire chronique
  - (J32.1) Sinusite frontale chronique
  - (J32.2) Sinusite ethmoïdale chronique
  - (J32.3) Sinusite sphénoïdale chronique
  - (J32.4) Pansinusite chronique
  - (J32.8) Autres sinusites chroniques
  - (J32.9) Sinusite chronique, sans précision

- (J33) Polype nasal
  - (J33.0) Polype des fosses nasales
  - (J33.1) Polypose rhino-sinusienne déformante
  - (J33.8) Autres polypes des sinus
  - (J33.9) Polype nasal, sans précision

- (J34) Autres maladies du nez et des sinus du nez
  - (J34.0) Abcès, furoncle et anthrax du nez
  - (J34.1) Kyste et mucocèle des sinus du nez
  - (J34.2) Déviation de la cloison nasale
  - (J34.3) Hypertrophie des cornets du nez
  - (J34.8) Autres maladies précisées du nez et des sinus du nez

- (J35) Maladies chroniques des amygdales et des végétations adénoïdes
  - (J35.0) Amygdalite chronique
  - (J35.1) Hypertrophie des amygdales
  - (J35.2) Hypertrophie des végétations adénoïdes
  - (J35.3) Hypertrophie des amygdales et des végétations adénoïdes
  - (J35.8) Autres maladies chroniques des amygdales et des végétations adénoïdes
  - (J35.9) Maladie chronique des amygdales et des végétations adénoïdes, sans précision

- (J36) Angine phlegmoneuse

- (J37) Laryngite et laryngo-trachéite chroniques
  - (J37.0) Laryngite chronique
  - (J37.1) Laryngo-trachéite chronique

- (J38) Maladies des cordes vocales et du larynx, non classées ailleurs
  - (J38.0) Paralysie des cordes vocales et du larynx
  - (J38.1) Polype des cordes vocales et du larynx
  - (J38.2) Nodules des cordes vocales
  - (J38.3) Autres maladies des cordes vocales
  - (J38.4) Œdème du larynx
  - (J38.5) Spasme laryngé
  - (J38.6) Sténose du larynx
  - (J38.7) Autres maladies du larynx

- (J39) Autres maladies des voies respiratoires supérieures
  - (J39.0) Abcès parapharyngé et rétropharyngé
  - (J39.1) Autres abcès du pharynx
  - (J39.2) Autres maladies du pharynx
  - (J39.3) Réaction anaphylactique des voies respiratoires supérieures, localisation non précisée
  - (J39.8) Autres maladies des voies respiratoires supérieures précisées
  - (J39.9) Maladie des voies respiratoires supérieures, sans précision

### (J40-J47) Maladies chroniques desvoies respiratoiresinférieures
- (J40) Bronchite, non précisée comme aiguë ou chronique

- (J41) Bronchite chronique simple et mucopurulente
  - (J41.0) Bronchite chronique simple
  - (J41.1) Bronchite chronique mucopurulente
  - (J41.8) Bronchite chronique simple et mucopurulente

- (J42) Bronchite chronique, sans précision

- (J43) Emphysème
  - (J43.0) Syndrome de MacLeod
  - (J43.1) Emphysème panlobulaire
  - (J43.2) Emphysème centro-lobulaire
  - (J43.8) Autres emphysèmes
  - (J43.9) Emphysème, sans précision

- (J44) Autres maladies pulmonaires obstructives chroniques
  - (J44.0) Maladie pulmonaire obstructive chronique avec infection aiguë des voies respiratoires inférieures
  - (J44.1) Maladie pulmonaire obstructive chronique avec épisodes aigus, sans précision
  - (J44.8) Autres maladies pulmonaires obstructives chroniques précisées
  - (J44.9) Maladie pulmonaire obstructive chronique, sans précision

- (J45) Asthme
  - (J45.0) Asthme à prédominance allergique
  - (J45.1) Asthme non allergique
  - (J45.8) Asthme associé
  - (J45.9) Asthme, sans précision

- (J46) État de mal asthmatique

- (J47) Bronchectasie

### (J60-J70) Maladies dupoumondues à des agents externes
- (J60) Pneumoconiose des mineurs de charbon
  - Anthracose
  - Anthracosilicose
  - Poumon des mineurs de charbon
- (J61) Pneumoconiose due à l'amiante et à d'autres fibres minérales
  - Asbestose
- (J62) Pneumoconiose due à la poussière de silice
  - (J62.0) Pneumoconiose due à la poussière du talc
  - (J62.8) Pneumoconiose due à d'autres poussières de silice
- (J63) Pneumoconiose due à d'autres poussières inorganiques
  - (J63.0) Aluminose (du poumon)
  - (J63.1) Fibrose (du poumon) due à la bauxite
  - (J63.2) Bérylliose
  - (J63.3) Fibrose (du poumon) due au graphite
  - (J63.4) Sidérose
  - (J63.5) Stannose
  - (J63.8) Pneumoconiose due à d'autres poussières inorganiques précisées
- (J64) Pneumoconiose, sans précision
- (J65) Pneumoconiose associée à la tuberculose
- (J66) Affections des voies aériennes dues à des poussières organiques précisées
  - (J66.0) Byssinose
  - (J66.1) Maladie des apprêteurs du lin
  - (J66.2) Cannabinose
  - (J66.8) Affection des voies aériennes due à d'autres poussières organiques précisées
- (J67) Pneumopathie par hypersensibilité aux poussières organiques
  - (J67.0) Poumon de fermier
  - (J67.1) Bagassose
  - (J67.2) Poumon des oiseleurs
  - (J67.3) Subérose
  - (J67.4) Poumon des malteurs
  - (J67.5) Poumon des champignonnistes
  - (J67.6) Poumon des écorceurs d'érables
  - (J67.7) Maladie pulmonaire due aux systèmes de conditionnement et d'humidification de l'air
  - (J67.8) Pneumopathie par hypersensibilité à d'autres poussières organiques
  - (J67.9) Pneumopathie par hypersensibilité aux poussières organiques, sans précision
- (J68) Affections respiratoires dues à l'inhalation d'agents chimiques, d'émanations, de fumées et de gaz
  - (J68.0) Bronchite et pneumonopathie dues à des agents chimiques, des émanations, des fumées et des gaz
  - (J68.1) Œdème aigu du poumon dû à des agents chimiques, des émanations, des fumées et des gaz
  - (J68.2) Inflammation des voies respiratoires supérieures due à des agents chimiques, des émanations, des fumées et des gaz, non classée ailleurs
  - (J68.3) Autres affections respiratoires aiguës et subaiguës dues à des agents chimiques, des émanations, des fumées et des gaz
  - (J68.4) Affections respiratoires chroniques dues à des agents chimiques, des émanations, des fumées et des gaz
  - (J68.8) Autres affections respiratoires dues à des agents chimiques, des émanations, des fumées et des gaz
  - (J68.9) Affection respiratoire due à des agents chimiques, des émanations, des fumées et des gaz, sans précision
- (J69) Pneumopathie due à des substances solides et liquides
  - (J69.0) Pneumopathie due à des aliments et des vomissements
  - (J69.1) Pneumopathie due à des huiles et des essences
  - (J69.8) Pneumopathie due à d'autres substances solides et liquides
- (J70) Affections respiratoires dues à d'autres agents externes
  - (J70.0) Affections pulmonaires aiguës dues à une irradiation
  - (J70.1) Affections pulmonaires chroniques et autres dues à une irradiation
  - (J70.2) Affections pulmonaires interstitielles aiguës, médicamenteuses
  - (J70.3) Affections pulmonaires interstitielles chroniques, médicamenteuses
  - (J70.4) Affection pulmonaire interstitielle, médicamenteuse, sans précision
  - (J70.8) Affections respiratoires dues à d'autres agents externes précisés
  - (J70.9) Affection respiratoire due à un agent externe, sans précision

### (J80-J84) Autres maladies respiratoires touchant principalement le tissu interstitiel
- (J80) Syndrome de détresse respiratoire de l'adulte

- (J81) Œdème pulmonaire

- (J82) Eosinophilie pulmonaire, non classée ailleurs

- (J84) Autres affections pulmonaires interstitielles 
  - (J84.0) Pneumopathies alvéolaires et pariéto-alvéolaires
  - (J84.1) Autres affections pulmonaires interstitielles avec fibrose
  - (J84.8) Autres affections pulmonaires interstitielles précisées
  - (J84.9) Affection pulmonaire interstitielle, sans précision

### (J85-J86) Maladies suppurées et nécrotiques des voies respiratoires inférieures
- (J85) Abcès du poumon et du médiastin
  - (J85.0) Gangrène et nécrose du poumon
  - (J85.1) Abcès du poumon avec pneumopathie
  - (J85.2) Abcès du poumon sans pneumopathie
  - (J85.3) Abcès du médiastin
- (J86) Pyothorax
  - (J86.0) Pyothorax avec fistule
  - (J86.9) Pyothorax sans fistule

### (J90-J94) Autres affections de laplèvre
- (J90) Epanchement pleural, non classé ailleurs

- (J91) Epanchement pleural au cours de maladies classées ailleurs

- (J92) Plaque pleurale
  - (J92.0) Plaque pleurale avec asbestose
  - (J92.9) Plaque pleurale sans asbestose

- (J93) Pneumothorax
  - (J93.0) Pneumothorax spontané avec pression positive
  - (J93.1) Autres pneumothorax spontanés
  - (J93.8) Autres pneumothorax
  - (J93.9) Pneumothorax, sans précision

- (J94) Autres affections pleurales
  - (J94.0) Epanchement chyleux
  - (J94.1) Fibrothorax
  - (J94.2) Hémothorax
  - (J94.8) Autres affections pleurales précisées
  - (J94.9) Affection pleurale, sans précision

### (J95-J99) Autres maladies de l'appareil respiratoire
- (J95) Troubles respiratoires après un acte à visée diagnostique et thérapeutique, non classés ailleurs
  - (J95.0) Fonctionnement défectueux d'une trachéotomie
  - (J95.1) Insuffisance pulmonaire aiguë consécutive à une intervention chirurgicale thoracique
  - (J95.2) Insuffisance pulmonaire aiguë consécutive à une intervention chirurgicale non thoracique
  - (J95.3) Insuffisance pulmonaire chronique consécutive à une intervention chirurgicale
  - (J95.4) Syndrome de Mendelson
  - (J95.5) Sténose sous-glottique après un acte à visée diagnostique et thérapeutique
  - (J95.8) Autres troubles respiratoires après un acte à visée diagnostique et thérapeutique, non classés ailleurs
  - (J95.9) Trouble respiratoire après un acte à visée diagnostique et thérapeutique, sans précision

- (J96) Insuffisance respiratoire, non classée ailleurs
  - (J96.0) Insuffisance respiratoire aiguë
  - (J96.1) Insuffisance respiratoire chronique
  - (J96.9) Insuffisance respiratoire, sans précision

- (J98) Autres troubles respiratoires
  - (J98.0) Affections des bronches, non classées ailleurs
  - (J98.1) Collapsus pulmonaire
  - (J98.2) Emphysème interstitiel
  - (J98.3) Emphysème compensateur
  - (J98.4) Autres affections pulmonaires
  - (J98.5) Maladies du médiastin, non classées ailleurs
  - (J98.6) Maladies du diaphragme
  - (J98.8) Autres troubles respiratoires précisés
  - (J98.9) Trouble respiratoire, sans précision

- (J99) Troubles respiratoires au cours de maladies classées ailleurs
  - (J99.0) Maladie pulmonaire rhumatoïde (M05.1+)
  - (J99.1) Troubles respiratoires au cours d'autres affections disséminées du tissu conjonctif
  - (J99.8) Troubles respiratoires au cours d'autres maladies classées ailleurs